# Crying in the Rain (Whitesnake)
Crying in the Rain è una canzone del gruppo musicale britannico Whitesnake. È stata originariamente incisa per l'album Saints & Sinners del 1982, venendo successivamente registrata in una nuova versione per l'inserimento nell'eponimo Whitesnake del 1987. La canzone è stata ispirata dal divorzio del cantante David Coverdale.
La versione originaria di Crying in the Rain presentava uno stile molto più vicino al blues e conteneva un breve assolo di chitarra eseguito da Bernie Marsden all'inizio della traccia. Questa prevedeva inoltre un tempo leggermente più lento rispetto a quello della versione registrata nuovamente. Crying in the Rain e Here I Go Again sono le uniche due canzoni dell'album Saints & Sinners che gli Whitesnake hanno continuato a suonare dal vivo fino ad oggi, nonostante vengano eseguite in versioni che ricordano maggiormente quelle registrate nel 1987 piuttosto che le originali.
Crying in the Rain (insieme a Here I Go Again) è stata registrata nuovamente per l'album multi-platino Whitesnake nel 1987. La nuova versione si caratterizza per un suono molto più pesante e veloce, influenzato dall'heavy metal. L'assolo di chitarra presente all'inizio della prima versione è stato rimosso nella nuova. David Coverdale ha spiegato in un'intervista che il chitarrista John Sykes odiava il blues.
La versione registrata di nuovo (a volte indicata come Crying in the Rain '87) è stata pubblicata come singolo promozionale per le radio nell'aprile del 1987.
La canzone ha fatto parte dei concerti degli Whitesnake sin dalla sua pubblicazione nel 1982, anche se è stata la versione del 1987 a continuare ad essere eseguita negli anni. Inoltre, da quando gli Whitesnake si sono riformati nel 2002, la canzone è stata estesa con un assolo di batteria nel mezzo della traccia.

## Formazione

### Versione originale
- David Coverdale – voce
- Micky Moody – chitarre
- Bernie Marsden – chitarre, cori
- Mel Galley – cori
- Neil Murray – basso
- Jon Lord – tastiere
- Ian Paice – batteria

### Versione registrata nuovamente
- David Coverdale – voce
- John Sykes – chitarre, cori
- Neil Murray – basso
- Aynsley Dunbar – batteria, percussioni
- Don Airey – tastiere
- Bill Cuomo – tastiere